# 300 (fumetto)
300 è un'opera a fumetti scritta e disegnata da Frank Miller, con la collaborazione di Lynn Varley ai colori.

## Trama
Si narra la Battaglia delle Termopili e gli eventi sorti da essa secondo la prospettiva di Leonida I, re di Sparta. Il fumetto, tuttavia, prende grandi libertà nella sua narrazione: per esempio, Serse I è disegnato come un uomo di colore, calvo, con piercing, mentre il traditore Efialte di Trachis come un gobbo.

## Realizzazione
Il fumetto è stato ispirato particolarmente dal film del 1962 L'eroe di Sparta, un film che Miller ha visto quando era ragazzo.
Nella prima edizione ogni tavola del fumetto è stampata su due pagine. Quando la serie venne raccolta in volume, le singole tavole vennero nuovamente ridotte a una pagina sola, con un radicale cambio di formato, maggiormente sviluppato in senso orizzontale. Lo stile artistico di Miller per questo progetto fu simile al suo Sin City, sebbene l'aggiunta del colore produca esiti grafici assai differenti.
300 venne prima diffusa in cinque albi mensili della Dark Horse Comics, pubblicati nel 1998. Gli albi vennero intitolati Onore, Dovere, Gloria, Combattimento e Vittoria. L'opera è stata raccolta come un'unica graphic novel nel 1999. L'edizione italiana ricalca quest'ultima versione, ed è stata pubblicata per la prima volta dall'editore romano Play Press sempre nel 1999.
L'opera è stata parodiata dall'autore italiano di fumetti Leo Ortolani in 299+1.

## Premi
La serie ha vinto tre Eisner Award nel 1999:
- "Migliore serie limitata"
- "Migliore scrittore/artista" a Frank Miller
- "Migliore colorazione" a Lynn Varley

## Opinioni della critica
Lo scrittore Roberto Saviano ha definito il fumetto «Un gioiello. Uno di quei capolavori che ascrivi alla grande letteratura». Descrivendo l'opera, inoltre, ha aggiunto che «Miller racconta di uno scontro tra mondi, culture vicinissime per geografia e commerci, eppure di una distanza siderale. [...] Frank Miller crea il suo Leonida così come ha creato i supereroi Batman e Daredevil e la Persia di Serse è un'antica Sin City che avanza.»
L'opera, così come l'omonimo film, ha ricevuto critiche per la mancanza di veridicità nella ricostruzione storica di alcune parti della vicenda.

## Altri media
- Zack Snyder ha diretto l'adattamento cinematografico del 2007 con Gerard Butler nel ruolo di Leonida.[5]
- Warner Bros. Interactive ha sviluppato 300 in marcia per la gloria un videogioco per la PlayStation Portable, uscito nello stesso periodo del film.[6]